# Mästare
|  | Wiktionary har ordboksartiklar om mästare och mäster. |

Mästare eller mäster (av tyska: Meister) är en myndighetsutfärdad titel för hantverkare som, efter att ha avlagt mästarprov eller på annat sätt dokumenterat sitt kunnande, självständigt får utöva sitt yrke. Kompetensbeviset kallas mästarbrev och som mästare har man rätt att anställa gesäller och lärlingar. 
Titeln och därtill används bland annat i Tyskland, Österrike och Skandinavien, etc, och är främst av historisk natur, ursprungligen utfärdat inom skråväsendet, men förekommer än idag som symbolisk eller formell titel inom vissa yrkesväsen och dylikt. I modern tid används begreppet "mästare" dock numera för att beskriva rekordhållare eller bästa resultatinnehavare inom sport, exempelvis "sverigemästare" på nationell nivå eller "världsmästare" på internationell nivå.

## Sverige

### Utfärdande
Mästarprov och mästartitel utfärdades ursprungligen inom skråväsendet i Sverige, men kom 1846 att förlora sin juridiska betydelse när generalämbetsskråna ersattes av en "Handel- Handtwerks- och Fabriksordning". År 1929 började dock Sveriges hantverksorganisation utfärda mästarbrev, men dessa saknade då officiell, juridisk betydelse. Sedan år 1941 är det dock åter möjligt att erhålla formella mästarbrev. Detta regleras idag av lagen (1995:1255) om mästarbrev för hantverkare och förordningen (1995:1256) om mästarbrev för hantverkare.
Myndighetsuppdraget att utfärda och återkalla mästarbrev innehas av organisationen Sveriges hantverksråd sedan 30 november 1995 och kräver skriftlig ansökan till rådet. År 2020 utfärdade hantverksrådet ett mästarbrev till den svenska rustningsmakaren Albert Collins, görande honom den första rustningsmakarmästaren i Sverige sedan 1781.

### Villkor
Villkoren för att få bli mästare har varierat. Enligt 1621, 1669 och 1720 års generalämbetsskrå krävdes att gesällen ansökte om mästarskap hos ämbetet, betalade de föreskrivna avgifterna och sedan utförde ett angivet mästarstycke. Efter godkänt mästarprov var det vanligt att den nye mästaren skulle bjuda de övriga ämbetsbröderna på en festmåltid. Efter erhållen mästarvärdighet åtföljdes ungbror, som han kallades, till stadens magistrat för att sväras in som borgare, det vill säga erhålla burskap. Med burskap hade mästaren även möjligheter att delta i det politiska livet. 
För att förhindra överetablering strävade skråna efter att begränsa antalet mästare. Från och med 1600-talet försökte svenska staten motverka sådana hinder beträffande behöriga gesäller.
För hammarsmedsmästare fanns andra ordningar än ovan.